# Nữ Hoa
Nữ Hoa (giản thể: 女华; phồn thể: 女華) là một nhân vật nữ trong thần thoại Trung Quốc, theo Sử Ký Tư Mã Thiên - Tần bản kỷ thì bà là con gái của Thiếu Điển.
Cũng theo Sử Ký thì Nữ Hoa lấy con trai của Nữ Tu là Cao Dao mà sinh ra Bá Ích, sau khi chồng chết mà con trai thì còn bận đi theo Hạ Vũ công tác trị thủy. Nữ Hoa ở nhà lo toan tiếp quản công việc pháp quan của chồng rất nghiêm minh khiến dân tình đều cảm phục, như vậy có thể suy luận Nữ Hoa sống vào khoảng thời đại thiện nhượng của nhà Đường nhà Ngu.
Trong các thư tịch cổ Trung Quốc có thấy ba lần nhắc đến câu "Thiếu Điển chi tử" đó là Viêm đế họ Thần Nông, Hiên Viên Hoàng Đế và Nữ Hoa. Từ đó ta khẳng định được rằng Thiếu Điển không phải là tên người mà là tên của quốc gia bộ lạc từng tồn tại trước khi thành lập nhà Hạ, ba nhân vật trên mỗi người cách nhau cả mấy trăm năm không thể là anh em ruột được.